# Tata Tonga
Tata Tonga (mongol bichig : ᠲᠠᠲᠠᠲᠤᠩᠭ᠎ᠠ, translittération : Tatatungүa, mongol cyrillique : Тататунга ; chinois : 塔塔統阿 ; pinyin : tǎtǎtǒng'ā), parfois Tatar Tonga est un administrateur Ouïgour. Il est gardien des sceaux chez les Naïmans . Il est principalement connu pour avoir, après avoir été capturé par Gengis Khan au XIIIe siècle, créé la première écriture mongole, le mongol bitchig (écriture mongole), également appelé tsagaan bichig (tête blanche) ou encore hurum bitchig ou alphabet traditionnel mongol. Cette écriture est un alphabet dérivée de l'alphabet ouïghour et adapté à la langue mongole.
Tata Tonga passe sous le service de Gengis Khan en 1204 et enseigne l'écriture ouïghoure à ses fils. Les ultimatums publiés pour les puissances étrangères sous les successeurs de Gengis Khan sont en mongol, mais contiennent un préambule en langue turque.
Cette écriture est toujours utilisée officiellement en République populaire de Chine, principalement en Mongolie-Intérieure.
Après l'indépendance de la Mongolie extérieure à la suite de la révolution communiste de 1937, puis sa brève intégration au sein de l'URSS, l'alphabet cyrillique remplaça officiellement le mongol bitchig. Cette écriture fut réintroduite plus récemment en Mongolie. Elle y est aujourd'hui lue par environ trois millions de personnes, le cyrillique restant la principale écriture en usage.
L'alphabet mandchou, dérivé de l'écriture créée par Tatar Tonga, est également une des écritures officielles de la fin de la dynastie Qing, mandchoue, dernière dirigeante de la Chine impériale jusqu'en 1912. Cette écriture est également reconnue comme écriture officielle de la République populaire de Chine lors de son établissement en 1949. L'evenk et le xibe, deux langues toungouses, comme le mandchou, utilisent également cette écriture en Chine.